# Wayne Knight
Wayne Elliot Knight é um ator, dublador e comediante americano, conhecido por interpretar Newman no seriado Seinfeld (1992-1998) e Dennis Nedry no filme Jurassic Park (1993). Seus outros papéis incluem Stan em Dirty Dancing (1987), o oficial Don Orville em 3rd Rock from the Sun (1996-2001), Stan Podolak em Space Jam (1996), Al McWhiggin em Toy Story 2 (1999), Tantor em Tarzan (1999), Zack Mallozzi em Rat Race (2001), Dojo em Xiaolin Showdown (2003-2006), Microchip em Punisher: War Zone (2008) e Haskell Lutz em The Exes (2011–2015).

## Vida pessoal
Knight se casou com a maquiadora Paula Sutor em 26 de maio de 1996, em uma cerimônia realizada na casa do companheiro de Seinfeld, Michael Richards. O casal se divorciou em 2003. Ele se casou com sua segunda esposa, Clare de Chenu, em 15 de outubro de 2006. Juntos eles têm um filho.
Knight é um democrata. Ele participou da Convenção Nacional Democrata de 2012 em apoio à reeleição do presidente Barack Obama. 